# Stanisław Kmita (lekarz)
Stanisław Witold Kmita (ur. 6 czerwca 1909 w Warszawie, zm. 12 czerwca 1966 w Łodzi) – polski lekarz, otolaryngolog, doc. dr hab. Akademii Medycznej w Łodzi.

## Życiorys
Był synem Stanisława Aleksandra i Jadwigi Barbary z d. Gerlach. Od 1918 roku uczęszczał do Państwowego Gimnazjum im. Stanisława Staszica w Warszawie, w którym uzyskał świadectwo dojrzałości (1927). Od 1927 roku studiował na Wydziale Lekarskim Uniwersytetu Warszawskiego, który ukończył w 1935 roku. Następnie rozpoczął pracę jako lekarz laryngolog w Klinice Chorób Gardła, Nosa i Uszu Uniwersytetu Warszawskiego.
W okresie II Rzeczypospolitej był działaczem ruchu narodowego (członek OWP, ONR i OP). Należał do Polskiej Korporacji Akademickiej Aleteja.
W czasie II wojny światowej brał udział w obronie Warszawy. Uczestniczył także w tajnym nauczaniu.
Po wojnie rozpoczął pracę w Klinice Otolaryngologicznej Wydziału Lekarskiego Uniwersytetu Łódzkiego, a następnie Akademii Medycznej w Łodzi. W 1946 roku uzyskał stopień doktora po przedstawieniu dysertacji pt. Leczenie złamań kości nosowych. Habilitował się w 1953 roku na podstawie rozprawy pt. Wpływ par benzyny na górne drogi oddechowe i narząd węchu. W 1955 otrzymał tytuł docenta w Katedrze Pediatrii, a w 1957 – w nowo utworzonym Klinicznym Oddziale Otolaryngologii Dziecięcej Akademii Medycznej w Łodzi.
Opublikował 51 prac. Zajmował się problematyką dzieci słabosłyszących (audiologia i otologia dziecięca), prowadził badania odruchów słuchowych u noworodków, niemowląt i małych dzieci oraz odruchów błędnikowych. Przedmiotem jego badań był rozwój zatok u dzieci, radiodiagnostyka zapaleń uszu u dzieci oraz zastosowanie znieczulenia dotchawiczego w operacjach migdałków.
Należał do Polskiego Towarzystwa Otolaryngologicznego, Polskiego Towarzystwa Pediatrycznego, Łódzkiego Towarzystwa Naukowego, był członkiem komitetu redakcyjnego „Otolaryngologii Polskiej”.
Zorganizował Poradnię Audiologiczną w Łodzi, w której leczył dzieci z wadą słuchu. Z jego inicjatywy powstała w 1965 szkoła dla dzieci niedosłyszących, jedna z pierwszych w Polsce szkół tego typu.
Pochowany na cmentarzu św. Rocha na Radogoszczu w Łodzi przy ul. Zgierskiej.

## Upamiętnienie
Od 1985 do 2012 roku (tj. do likwidacji ośrodka przez władze Łodzi) był patronem Specjalnego Ośrodka Szkolno-Wychowawczego dla Dzieci Słabosłyszących w Łodzi, przy ul. Wólczańskiej 121/123.